# Население Карачи

Рост населения (в миллионах) в Карачи.

Карачи — крупнейший и наиболее густонаселённый город в Пакистане. Население и демографическая ситуация в мегаполисе неоднократно менялись за последние 150 лет. 15 августа 1947 года, когда Карачи стал столицей новообразованного доминиона Пакистана, его население составляло около 450,000 жителей. Тем не менее, население быстро росло с большим притоком беженцев из соседнего Индийского союза (после раздела Британской Индии). К 1951 году, население города преодолело отметку в 1 миллион. в следующие десятилетия, рост населения Карачи составлял около 80 %. Население города выросло в 60 раз по сравнению 1947 года с сегодняшним днём. Несмотря на то, что Исламабад служит столицей страны с 1960-х годов, население Карачи продолжает расти со скоростью 5 % в год, во многом это связано с сильной для Пакистана экономической базой города .

## Миграция
В то время как население большинства мегаполисов в развивающихся странах растёт за счёт миграции ближайших к городу сельского населения и малых городов, Карачи развивался благодаря дальней миграции. До независимости Пакистана Карачи был всегда разнообразен в своём этническом и религиозном составе. После обретения независимости, большинство мусульманских беженцев из Южной Азии осели в Карачи. Преимущественно говорящие на урду переселенцы (мухаджиры) вскоре стали доминирующей группой в Карачи. Продолжается миграция населения и со всего Пакистана. В другое направление миграции входят арабы из различных ближневосточных стран, персы из Ирана, афганцы и в последнее время выходцы из Центральной Азии. Город служит также и центрами в Пакистане для еврейской, армянской и несторианской общин.

## Этнические группы
Несколько этнических групп, включающие в себя синдхов, мухаджиров (мигрировавшие из Индии), панджабцев, пуштунов, кашмирцев, сераиков и белуджей, составляют население города. Синдхи и белуджи — коренные народы, основавшие Карачи. Кроме того, в городе представлены некоторые субэтнические группы, такие как мемоны, мусталиты и другие. Также существует большое количество исмаилистских сект, состоящих в основном из синдхов и Буришей. С началом вооружённых конфликтов в Афганистане с 1979 года постоянный поток афганских беженцев оседает в городе и его окрестностях. Их число составляло около 50 000 в 2009 году, состоящее главным образом из пуштунов, а также таджиков и других групп. Кроме того, город населяют сотни тысяч людей, включая арабов, персов, турок, филиппинцев, араканцев из Мьянмы, боснийцев, албанцев, поляков, ливанцев, армян, выходцев из Гоа, бенгальцев и африканцев. Пуштуны, происходящие из провинций Хайбер-Пахтунхва, ФАТА и севера Белуджистана, теперь вторая по численности этническая группа после мухаджиров. Достигая в своей численности 7 миллионов по разным оценкам она становится местом крупнейшей в мире городской концентрации пуштунов, включая и 50 000 зарегистрированных афганских беженцев, и составляет около 25 % населения Карачи.
Согласно последней официальной переписи в стране 1998 года, языковой состав населения Карачи был следующим: урду: 48,52 %; синдхи 7,22%; панджаби: 13,94 %; пушту 11,42 %‎; белуджский: 4,34 %; сирайки: 2,11 %; другие: 12,44 %.
| Место | Язык       | Перепись 1998 года | Число говорящих | Перепись 1981 года | Число говорящих |
| ----- | ---------- | ------------------ | --------------- | ------------------ | --------------- |
| 1     | Урду       | 48.52 %            | 4,497,747       | 54.34 %            | 2,830,098       |
| 2     | Панджаби   | 13.94 %            | 1,292,335       | 13.64 %            | 710,389         |
| 3     | Пушту      | 11.42 %            | 1,058,650       | 08.71 %            | 453,628         |
| 4     | Синдхи     | 07.22 %            | 669,340         | 06.29 %            | 327,591         |
| 5     | Белуджский | 04.34 %            | 402,386         | 04.39 %            | 228,636         |
| 6     | Сирайки    | 02.11 %            | 195,681         | 00.35 %            | 18,228          |
| 7     | Другие     | 12.44 %            | 1,153,126       | 12.27 %            | 639,560         |
|       | Все        | 100 %              | 9,269,265       | 100 %              | 5,208,132       |

## Религиозный состав
Согласно переписи 1998 года, религиозный состав города выглядит следующим образом: мусульмане (96.45 %), христиане (2.42 %), индуисты (0.86 %), ахмадиты (0.17 %) и другие (0.10 %). Другие религиозные группы включают в себя парсов, сикхов, бахаев, иудеев и буддистов. Из числа мусульман 85 % составляют сунниты и 10 % — шииты.